# Radio Stéréo Centre
Radio Stéréo Centre ou RSC était une radio locale française située à Romorantin-Lanthenay dans le département de Loir-et-Cher et la région Centre.

## Présentation
RSC diffusait sur la fréquence 94.2 FM.
La radio Vibration du groupe Start la racheta pour confirmer son développement en Loir-et-Cher.
RSC a aujourd'hui disparu.